# 9a cerimònia dels Lumières
La 9a cerimònia dels Lumières de la Premsa Internacional, va tenir lloc el 17 de febrer de 2004 al Cinéma des cinéastes. Fou presidida per Patrice Chéreau.

## Palmarès
- Milor pel·lícula :
  - Les Triplettes de Belleville de Sylvain Chomet[3]
- Millor director :
  - Alain Resnais per A la boca no
- Millor guió
  - Depuis qu'Otar est parti... – Julie Bertuccelli i Bernard Rennucci
- Millor actriu :
  - Sylvie Testud pel paper d'Amélie a Stupeur et tremblements
- Millor actor :
  - Bruno Todeschini pel seu paper de Thomas a Son frère
- Millor actriu revelació :
  - Sasha Andres pel seu paper de Christine a Elle est des nôtres
- Millor actor revelació :
  - Grégori Dérangère pel seu paper de Frédéric Auger a Bon voyage
- Millor pel·lícula francòfona :
  - Les Invasions barbares de Denys Arcand